# Puig Sesolles
El Puig Sesolles és una muntanya de 1.667 metres que es troba al municipi de Fogars de Montclús, a la comarca del Vallès Oriental.